# Partido Revolucionario Nacional de Afganistán
El Partido Revolucionario Nacional (Pashtún: حزب انقلاب ملی Hezb Enqilab Mile) fue un partido político de Afganistán. El partido fue fundado en 1974 por el presidente Mohammed Daud Khan. quien tomó el control de Afganistán de su primo, el rey Mohamed Zahir Shah, en un golpe de Estado sin derramamiento de sangre el 17 de julio de 1973.
El partido fue formado en un intento por Daud para obtener el apoyo y el respaldo popular a su régimen republicano. Daud también convenció al partido de socavar el apoyo en Afganistán para los comunistas, quienes incluso lo ayudaron a llegar al poder en 1973. Con este fin el partido trató de ser una organización que agrupa a todos los movimientos progresistas en Afganistán. Con el fin de ayudar al partido en su intento de obtener apoyo todos los demás partidos políticos fueron prohibidos.
El partido fue dirigido por un comité central que comprendía al Teniente General Ghulam Haidar Rasuli, el ministro de defensa Sayyid Abd Ullah, el ministro de hacienda Abd Ul Majid y el profesor Abd Ul Quyum.
El partido no sobrevivió a la Revolución de Saur en abril de 1978, que vio el derrocamiento y la muerte de Daud y su familia, y el ascenso al poder del comunista Partido Democrático Popular de Afganistán.